# Captatio benevolentiae
 (décembre 2023).
Si vous disposez d'ouvrages ou d'articles de référence ou si vous connaissez des sites web de qualité traitant du thème abordé ici, merci de compléter l'article en donnant les références utiles à sa vérifiabilité et en les liant à la section « Notes et références ».
La captatio benevolentiae — qui pourrait se traduire du latin en « recherche de la bienveillance [de l'auditoire] » — est une locution latine définissant une technique oratoire cherchant, au début de l'exorde d'un discours, à s’attirer l’attention bienveillante et les bonnes grâces d’un auditoire. 
Généralement on utilise l'expression captatio benevolentiae pour certaines introductions de discours. C'est un moment-clé pour établir un contact positif et bienveillant entre l'orateur et son auditoire. Il doit justifier sa prise de parole, se faire accepter, et s'attirer la sympathie de l'auditoire. Si elle est mal comprise, la captatio est simplement constituée de formules polies et de flatteries ordinaires. Cela peut se retourner contre l'orateur si l'aspect de flatterie est trop évident. 
La captatio peut également prendre la forme d'un lieu commun rassembleur, d'un trait d'humour, d'une courte histoire a priori sans lien avec le sujet, ou encore d'une mise en abyme du locuteur ou du public.

### Wikisource
- La Rhétorique d'Aristote
- Gorgias ou sur la Rhétorique de Platon